# Buskea billardi
Buskea billardi is een mosdiertjessoort uit de familie van de Celleporidae. De wetenschappelijke naam van de soort is, als Escharoides billardi, voor het eerst geldig gepubliceerd in 1906 door Calvet.